# Château-Gontier
Château-Gontier foi uma comuna da França, localizada no departamento de Mayenne, na região de País do Loire. Em 1 de janeiro de 2019, passou a formar parte da nova comuna de Château-Gontier-sur-Mayenne.